# Sayo Yamamoto
Sayo Yamamoto (山本 沙代?, Yamamoto Sayo; Tokyo, 13 aprile 1977) è una regista giapponese di animazione. Ha diretto le serie anime Michiko e Hatchin, Lupin the Third - La donna chiamata Fujiko Mine e Yuri!!! on Ice.

## Biografia

### Inizio della carriera
Sayo Yamamoto ha studiato design interessandosi all'animazione nonostante non fosse tra i principali insegnamenti della scuola. Creò un cartone animato sui samurai ispirato ai film con Toshirō Mifune e, dopo la laurea, riuscì a mostrarlo al regista Satoshi Kon, ottenendo un posto da assistente durante la produzione del suo film Millennium Actress (2001). Prima di entrare nell'industria dell'animazione lavorò come illustratrice di libri di testo e di una rivista di animazione. Entrò poi nello studio d'animazione Madhouse lavorando sulla scenografia di X; nel 2002 ebbe la sua prima esperienza alla direzione di un episodio all'età di 25 anni, nella serie Abenobashi - Il quartiere commerciale di magia. Nel 2003 ottenne dal regista Takeshi Koike il suo primo lavoro sullo storyboard, per l'OAV Trava: Fist Planet. Nello stesso anno lavorò su Texhnolyze dirigendo per la prima volta la sigla di chiusura. Collaborò con Takeshi Koike, oltre che con Shin'ichirō Watanabe, anche nell'episodio World Record del film Animatrix.
Nel 2004 lavorò allo studio Manglobe sulla serie Samurai Champloo, diretta da Shin'ichirō Watanabe, che considera determinante per la sua carriera. In questa serie collaborò anche per la prima volta con lo sceneggiatore Dai Satō. La serie, in cui Yamamoto diresse gli episodi 5, 15 e 18, vede l'esordio dei temi che caratterizzeranno il suo lavoro: il ruolo delle donne e quello dell'arte nella società, e l'interazione tra le due cose. Nell'episodio 18 si nota come alle tematiche più serie si aggiungano scene comiche.

### Le prime due serie
Mentre lavorava a Samurai Champloo le fu offerta dal presidente della Manglobe la possibilità di dirigere una serie sua, lasciando da parte il lavoro fino al 2008, quando fu ispirata da un viaggio in Brasile per la produzione di Michiko e Hatchin, serie ambientata nel paese sudamericano. L'idea sorse già quattro anni prima da un viaggio a Città del Messico, ma durante quello in Brasile visitò una favela di Rio de Janeiro che le ispirò in particolare il terzo e il quarto episodio. Per la serie, Yamamoto scelse attrici cinematografiche (Yōko Maki e Suzuka Ōgo) anziché doppiatrici professioniste, e collaborò di nuovo con Shin'ichirō Watanabe, che lavorò alla serie come produttore musicale. In una conferenza stampa affermò che Michiko e Hatchin voleva incontrare i gusti delle donne e il tardo orario di trasmissione faceva sì che «le donne che lavorano in ufficio sarebbero ritornate a casa, stanche per la giornata, e avrebbero potuto bere una birra e guardarla». Affermò in un'intervista, precedente alla trasmissione della serie, che desiderava rappresentare con l'animazione i rapporti tra donne diversi dall'amicizia e dall'amore romantico. I personaggi femminili «forti e determinati» presenti nella serie, afferma, scoraggerebbero i ragazzi dal guardarla, e risentono dell'insofferenza che aveva da bambina per personaggi come Shizuka di Doraemon, che sono «sempre lì per i ragazzi». Afferma inoltre che al momento esistevano più o meno cinque registe donne nell'industria dell'animazione giapponese, ma l'influenza femminile è in seguito cresciuta.
Dopo Michiko e Hatchin, Yamamoto tornò a lavorare sugli storyboard e sulle sigle, spesso nello stesso stile pop art di quella di Michiko e Hatchin, ad esempio quelle di Arakawa Under the Bridge e Sacred Seven; nel 2009 realizzò anche gli storyboard di una scena del film Evangelion: 2.0 You Can (Not) Advance. Sempre nel 2009 lavorò di nuovo con Takeshi Koike, occupandosi degli storyboard e degli sfondi del film Redline.
Nel 2012 diresse Lupin the Third - La donna chiamata Fujiko Mine, quarta serie animata basata su Lupin III e il primo prodotto del franchise a essere diretto da una donna. Ottenne il ruolo su proposta del produttore Yū Kiyozono, che le lasciò libertà creativa e la possibilità di scegliere lo staff. Lavorò quindi nuovamente con Dai Satō e con Takeshi Koike, incaricato del character design, nonché con Shin'ichirō Watanabe, anche qui direttore del suono. Reclutò anche la sceneggiatrice Mari Okada e il musicista Naruyoshi Kikuchi. In questa serie puntò a replicare lo stile del manga originale di Monkey Punch, discostandosi dalle serie immediatamente precedenti, che puntavano a un pubblico infantile, e dando quindi più spazio all'erotismo, oltre a utilizzare colori che ricordano il bianco e nero del manga; anche la scelta di Koike è dovuta alla sua capacità di imitare i disegni di Monkey Punch. È sua anche la scelta di ambientare l'anime prima della prima serie di Lupin III, e ha affermato di essere stata influenzata dal regista di quest'ultima, Masaaki Ōsumi, perché la sua serie era rivolta a un pubblico adulto. Ha dichiarato di aver scelto una protagonista femminile, il personaggio di Fujiko Mine, perché Lupin III è rivolto principalmente a un pubblico maschile, potendo trasmettergli in questo modo un punto di vista femminile.

### Dal 2012 aYuri!!! on Ice
Dopo la regia della serie di Lupin III, tornò a lavorare sulle sigle per Psycho-Pass (2012), L'attacco dei giganti (2013) e Shingeki no Bahamut (2014), con uno stile simile a un abbozzo come quella di apertura Lupin the Third - La donna chiamata Fujiko Mine, sperimentato per la prima volta nell'episodio 16 di Eureka Seven (2005). Nel 2014 lavorò di nuovo su una serie diretta da Shin'ichirō Watanabe, Space Dandy, che Watanabe usò anche per promuovere il lavoro di altri registi, tra cui Yamamoto, che si occupò della regia di due episodi, della sigla finale e del teaser della sigla Viva namida. L'episodio 20, con personaggi bishōnen disegnati da Atsushi Kamijō, colori più freddi e l'attenzione per il rapporto tra due personaggi maschili, si avvicina allo stile delle sue opere successive. Nel 2015 diresse Endless Night, ventottesimo episodio della serie antologica ONA Nihon animator mihon'ichi, sempre con il character design di Kamijō; si ritrovano qui i personaggi maschili e i toni blu, e per la prima volta Yamamoto dirige un anime sul pattinaggio di figura su ghiaccio, tema che si ritrova nella successiva serie Yuri!!! on Ice.
Yuri!!! on Ice, del 2016, è la terza serie animata diretta da Yamamoto, che oltre alla regia si è occupata anche della supervisione della sceneggiatura, venendo accreditata per la prima volta per un lavoro che riguarda la scrittura. Si tratta anche della sua prima serie con protagonisti maschili e di argomento sportivo, oltre che di una collaborazione con uno staff diverso dal solito: la serie fu infatti concepita insieme alla mangaka Mitsurō Kubo, che si occupò del character design. Per lavorare su questa serie, incentrata sul pattinaggio di figura, Yamamoto e Kubo assistettero a molte competizioni in Cina e in Russia e alla Finale Grand Prix ISU.
In un'intervista ad Anime News Network su Yuri!!! on Ice Yamamoto ha riconosciuto che rappresenta la sensualità in modo diverso rispetto agli altri anime, preferendo qualcosa di più realistico e non accettando quello che non fa eccitare lei stessa; ha affermato di non applicare differenze nel modo di rappresentare la sensualità maschile e quella femminile, concentrandosi sul fascino dell'individuo. Recensendo l'episodio 7 di Yuri!!! on Ice, Gabriella Ekens di Anime News Network l'ha definita «una delle poche persone che lavorano negli anime la cui opera definirei deliberatamente femminista», notando l'inserimento di temi femministi anche in una serie i cui personaggi sono soprattutto uomini. Anche B. Teteruck di Crunchyroll considera Yuri!!! on Ice in linea con le opere precedenti; pur affermando che la sua ambizione è andata troppo oltre per le logiche di produzione di un anime televisivo, la considera una regista che «devia dalle narrazioni convenzionali degli anime» e che è capace di «sovvertire le rappresentazioni tradizionali di genere, sessualità e nazionalità nella cultura popolare».

## Filmografia

### Regista

#### Serie televisive animate
- Michiko e Hatchin – regia generale, storyboard 1, 2, 5, 10 e 22, regia episodi 1 e 22 (2008)
- Lupin the Third - La donna chiamata Fujiko Mine – regia generale, storyboard episodi 1, 2, 12 e 13, regia episodio 13 (2012)
- Yuri!!! on Ice – regia generale, composizione serie, storyboard episodi 1, 3, 5, 6, 9, 12, regia episodio 12 (2016)

#### Serie ONA
- Nihon animator mihon'ichi – episodio 28 Endless Night (2015)

### Storyboard e regia episodi
- Abenobashi - Il quartiere commerciale di magia – serie TV, regia e storyboard episodio 11 (2002)
- Trava: Fist Planet, regia di Takeshi Koike (OAV) – storyboard (2002-2003)[3][5]
- Gunslinger Girl – serie TV, regia e storyboard episodio 10 (2003)
- Samurai Champloo – serie TV, regia e storyboard episodi 5, 11, 18 e 22, regia episodio 26 (2004-2005)
- Eureka Seven – serie TV, storyboard episodi 16 e 36, regia episodio 16 (2005)
- Ergo Proxy – serie TV, storyboard episodi 5 e 15, regia episodi 5, 15 e 19 (2006)
- Evangelion: 2.0 You Can (Not) Advance, regia di Hideaki Anno, Masayuki e Kazuya Tsurumaki – storyboard (2009)
- Redline, regia di Takeshi Koike – storyboard e sfondi (2009)[1]
- Highschool of the Dead – serie TV, storyboard (2010)[6][11]
- Occult Academy – serie TV, storyboard episodio 11 (2010)
- Panty & Stocking with Garterbelt – serie TV, regia e storyboard episodio 5 (2010)
- Space Dandy – serie TV, regia e storyboard episodi 2 e 20 (2014)

## Riconoscimenti
- Japan Media Arts Festival
  - 2012 – Premio per principianti (新人賞?, Shinjinshō) insieme a Monkey Punch per Lupin the Third - La donna chiamata Fujiko Mine[1]